# Genevrières

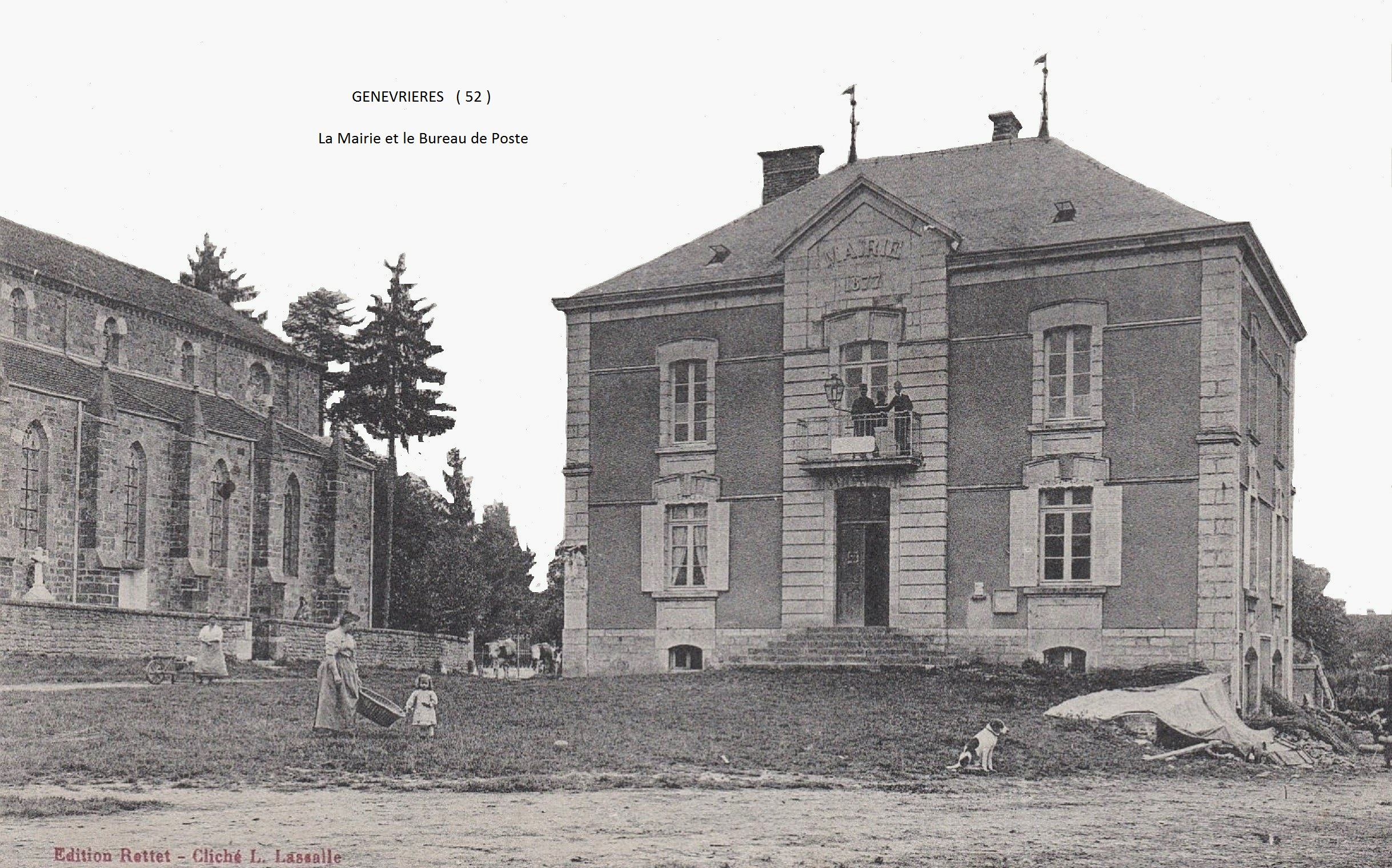
Rathaus und Postamt von Genevrières um 1910

Genevrières ist eine französische Gemeinde mit 124 Einwohnern (Stand 1. Januar 2022) im Département Haute-Marne in der Region Grand Est. Sie gehört zum Arrondissement Langres und zum Kanton Chalindrey. Die Bewohner werden Junipériens und Junipériennes genannt.

## Geografie
Die Gemeinde Genevrières liegt nahe der Grenze zum Département Haute-Saône, etwa 28 Kilometer südöstlich von Langres. Sie ist umgeben von folgenden Nachbargemeinden:
| Champsevraine | Poinson-lès-Fayl                            | Pressigny |
| Belmont       | Kompassrose, die auf Nachbargemeinden zeigt | Savigny   |
|               | Tornay                                      | Gilley    |

## Bevölkerungsentwicklung
| Jahr                       | 1962 | 1968 | 1975 | 1982 | 1990 | 1999 | 2008 | 2018 |
| -------------------------- | ---- | ---- | ---- | ---- | ---- | ---- | ---- | ---- |
| Einwohner                  | 269  | 271  | 218  | 209  | 182  | 169  | 155  | 132  |
| Quellen: Cassini und INSEE |      |      |      |      |      |      |      |      |

## Persönlichkeiten
- Bénigne Poissenot (* 1558), Schriftsteller, hier geboren

## Sehenswürdigkeiten
- Kirche Saint-Pancrace